# Gometz-le-Châtel

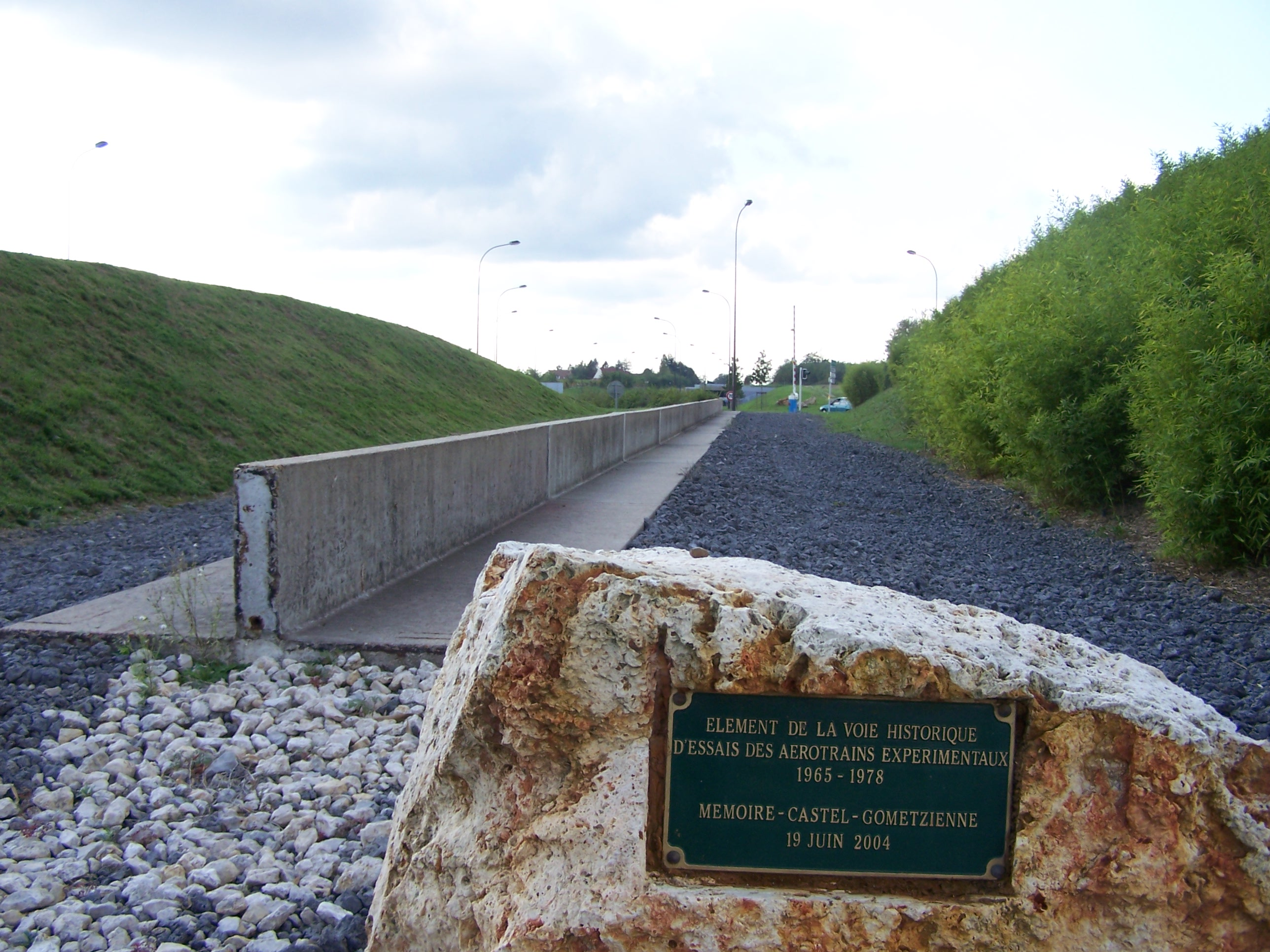
Monumento a Jean Bertin, inventore dell'aerotreno

Gometz-le-Châtel è un comune francese di 2 459 abitanti situato nel dipartimento dell'Essonne nella regione dell'Île-de-France.

## Società

### Evoluzione demografica
Abitanti censiti